# جون برستون (مغنية)
جون برستون (بالإنجليزية: June Preston)‏ هي مغنية ومغنية أوبرا أمريكية، ولدت في 29 ديسمبر 1928.

## وصلات خارجية
- جون برستون على موقع IMDb (الإنجليزية)
- جون برستون على موقع قاعدة بيانات الفيلم (الإنجليزية)